# Coast to Coast Mall Tour
Coast to Coast Mall Tour es una Gira del cantante australiano Cody Simpson. La gira sirvió para promover el segundo EP de Simpson Coast to Coast (2011).

## Lista de canciones
1. Good as It Gets
2. Crazy But True
3. On My Mind
4. Not Just You
5. All Day
6. Angel
7. Guitar Cry
8. Crash
9. Ends With You
10. iYiYi
11. All Day
12. Round of Applause
13. Don't Cry Your Heart Out

## Fechas de la gira
| Fecha                    | Ciudad                   | País           | Lugar                      |
| ------------------------ | ------------------------ | -------------- | -------------------------- |
| 6 de agosto de 2011      | Lake Grove, Nueva York   | Estados Unidos | Smith Haven Mall           |
| 7 de agosto de 2011      | Braintree, Massachusetts | Estados Unidos | South Shore Plaza          |
| 14 de agosto de 2011     | Pleasanton, California   | Estados Unidos | Stoneridge Shopping Center |
| 20 de agosto de 2011     | Tempe, Arizona           | Estados Unidos | Arizona Mills              |
| 30 de agosto de 2011     | Orland Park, Illinois    | Estados Unidos | Orland Square Mall         |
| 31 de agosto de 2011     | Indianápolis, Indiana    | Estados Unidos | Castleton Square           |
| 10 de septiembre de 2011 | Lakewood, Colorado       | Estados Unidos | Colorado Mills             |
| 17 de septiembre de 2011 | San Diego, California    | Estados Unidos | Fashion Valley Mall        |
| 18 de septiembre de 2011 | Orange, California       | Estados Unidos | The Block at Orange        |